# رشید الطاووسی
رشید الطاووسی (عربی: رشيد الطاوسي؛ زادهٔ ۶ فوریهٔ ۱۹۵۹) یک بازیکن فوتبال اهل مراکش است.